# David Storey
David Malcolm Storey (13. července 1933, Wakefield - 27. března 2017, Wakefield) byl britský prozaik, dramatik, scenárista a přední představitel tzv. dělnického románu, tj. prozaického díla, jehož děj se odehrává v dělnickém prostředí a reflektuje problémy s tímto prostředím spojené. Děj Storeyho románů se většinou odehrává v hornických komunitách a hrdinou je obvykle jedinec, který se snaží, většinou neúspěšně, změnit svůj život.

## Dílo
- Seznam děl v Souborném katalogu ČR, jejichž autorem nebo tématem je David Storey
- This Sporting Life, 1960,č. jako Ten sportovní život
- Flight into Camden, 1960
- Pasmore, 1972
- A Temporary Life, 1973
- Saville, 1976 (Man Bookerova cena)
- The Prodigal Child, 1982